# Robert Prytz
Robert Klas-Göran Prytz (* 12. Januar 1960 in Malmö, Schweden) ist ein ehemaliger schwedischer Fußballspieler.  1986 wurde er als Schwedens Fußballer des Jahres, im folgenden Jahr als Ausländischer Spieler des Jahres in der Schweiz ausgezeichnet.

## Sportlicher Werdegang

### Vereinskarriere
Prytz wuchs im Malmöer Stadtteil Kirseberg auf und begann mit dem Vereinsfußball beim örtlichen Klub Kirsebergs IF. Im Alter von 17 Jahren stand er kurz vor einem Wechsel zum Stockholmer Klub Djurgårdens IF, ehe er nach dem Krebstod seines Vaters entschied, zum vom Vater favorisierten Klub Malmö FF zu wechseln. Dort etablierte er sich der Techniker im Laufe der Spielzeit 1979 als Stammspieler in der Fotbollsallsvenskan. Unter Trainer Bob Houghton erreichte er mit der Mannschaft das im Olympiastadion München ausgetragene Finale des Europapokals der Landesmeister 1978/79. Mit der Erfahrung von 14 Erstliga-Spielen stand der 19-jährige im Finalspiel gegen Nottingham Forest in der Startformation. Durch ein Tor von Trevor Francis, der nach längerem Warten auf seine Spielerlaubnis im Endspiel sein erstes Europapokalspiel bestritt, gewann der englische Opponent nach einem 1:0-Erfolg den Titel.
In den folgenden Jahren platzierte sich Prytz mit dem Klub regelmäßig in der Spitzengruppe der Meisterschaft, der Gewinn des Meistertitels war ihm dabei jedoch nicht vergönnt. Im schwedischen Landespokal erreichte er mit Malmö FF 1980 das Endspiel gegen IK Brage. Nachdem Mannschaftskamerad Thomas Sjöberg mit dem Tor zum 2:2-Zwischenstand in der Nachspielzeit die Verlängerung erzwungen hatte, brachte Göran Arnberg dort den Endspielgegner erneut in Führung. Ingemar Erlandsson rettete den Klub mit dem Treffer zum 3:3-Endstand ins Elfmeterschießen, in dem Prytz als erster Schütze antrat. Nachdem drei Spieler von IK Brage verschossen bzw. am Malmöer Torhüter Jan Möller gescheitert waren, hatte Prytz seinen ersten Titel gewonnen. Im selben Jahr debütierte er in der schwedischen Nationalelf.
Im Sommer 1982 wechselte Prytz zu den Glasgow Rangers, wo er in 77 Spielen 12 Tore erzielte. Der Klub hatte seinerzeit den Anschluss in der schottischen Meisterschaft verloren und platzierte sich regelmäßig hinter dem Lokalrivalen Celtic Glasgow, dem FC Aberdeen und Dundee United auf dem vierten Tabellenrang, einzig mit Erfolgen im Scottish League Cup konnte der Verein seine Trophäensammlung erweitern. Beim 3:2-Erfolg in der Ausgabe 1983/84 nach Verlängerung im Endspiel gegen Celtic blieb ihm die Finalteilnahme verwehrt, bei der erfolgreichen Titelverteidigung im Endspiel um den League Cup 1984/85 gegen Dundee United durch ein Tor von Iain Ferguson kam er als Einwechselspieler für Bobby Russell in der Schlussviertelstunde zum Zug.
1985 kehrte Prytz nach Schweden zurück und schloss sich dem amtierenden Meister IFK Göteborg an. In der Spielzeit 1985 erreichte er mit der Mannschaft aufgrund der besseren Tordifferenz gegenüber dem punktgleichen Stockholmer Klub AIK als Tabellenvierter die Meisterschaftsendrunde, dabei hatte er in sieben Ligapartien zwei Tore erzielt. Nach Erfolgen gegen seinen Ex-Klub Malmö FF im Halbfinale, bei denen Stefan Pettersson als dreifacher Torschütze entscheidend zu den 2:0- respektive 2:1-Siegen beitrug, erreichte er die Endspiele. Im Lokalderby gegen den Göteborger Konkurrenten Örgryte IS stand er unter Trainer Gunder Bengtsson in beiden Partien in der Startformation, nach einer 2:4-Hinspielniederlage war ein 3:2-Rückspielerfolg zu wenig, erneut verpasste er den Meisterschaftsgewinn in seinem Heimatland.
Nach Ende der Spielzeit wechselte Prytz zum Jahreswechsel in die Schweiz zum BSC Young Boys. Hier war er in der Schweizer Fussballmeisterschaft 1985/86 eine der tragenden Säulen der Mannschaft, die 26 Jahre nach dem letzten Titelgewinn wieder Schweizer Fussballmeister wurde. 1987 (im Jahr des Cupsiegs) setzte er sich bei der Wahl zum besten Ausländer in der Schweizer knapp gegen Uli Stielike durch.
1987 wechselte Prytz für knapp 1,9 Millionen D-Mark zu Bayer 05 Uerdingen in die Bundesliga, schnell avancierte er auch in der höchsten deutschen Spielklasse zu einem Leistungsträger. Während für den Verein die Spielzeit 1987/88 eher enttäuschend verlief und der zu Saisonbeginn neu verpflichtete Trainer Horst Köppel im Saisonverlauf durch Rolf Schafstall ersetzt wurde, war er mit neun Saisontoren vereinsintern zweitbester Torschütze hinter Stefan Kuntz. Bereits nach nur einer Spielzeit verkaufte ihn der Verein daher für knapp 2,9 Millionen D-Mark nach Italien weiter wo zunächst für Atalanta Bergamo in der Serie A spielte. 1989 wechselte er innerhalb der italienischen Meisterschaft zu Hellas Verona weiter.
1993 kehrte Prytz nach Schweden zurück, wo er für seinen alten Klub Malmö FF auflief. 1995 holte ihn nochmals der BSC Young Boys in die Schweiz zurück, das Engagement verlief persönlich wie für den Klub erfolglos, am Ende der Schweizer Fussballmeisterschaft 1995/96 ging es in die Nationalliga B. Anschließend ging er abermals nach Schottland, nach einem einjährigen Engagement beim FC Kilmarnock lief er für mehrere unterklassige Klubs auf, bei denen er teilweise auch als Spielertrainer tätig war. Nach Abschluss seiner Karriere im Ater von 42 Jahren betreute er diverse unterklassige Klubs in Schottland.

### Nationalmannschaft
Prytz debütierte 1980 in der schwedischen Nationalelf. Dort etablierte er sich Mitte der 1980er Jahre als Stammspieler, mit Glenn Strömberg bildete er dabei unter Trainer Lars Arnesson sowie dessen Nachfolger Olle Nordin das zentrale Mittelfeld der Auswahlmannschaft. Die Nationalmannschaft verpasste zu dieser Zeit regelmäßig die Teilnahme an Weltmeisterschafts- und Europameisterschaftsendrunden. Beim Vier-Länder-Turnier 1988, einem Einladungsturnier des DFB im Vorfeld der Europameisterschaft 1988, gewann er mit der Nationalmannschaft nach Erfolgen über Deutschland im Halbfinale nach Elfmeterschießen und die Sowjetunion, die im Endspiel im Olympiastadion Berlin nach Toren von Hans Eskilsson und Hans Holmqvist mit 2:0 besiegt wurde, den Titel. Nach einer 0:6-Niederlage gegen Dänemark im Herbst 1989 wurde er – kurz nach erfolgreicher Qualifikation für die WM-Endrunde 1990 – nach 56 Länderspielen, in denen er 13 Tore erzielt hatte, von Nordin aussortiert. Somit verpasste er das Turnier in Italien, wo er seinerzeit spielte.

## Sonstiges
Während seines Engagements bei den Glasgow Rangers lernte Prytz seine schottische Frau kennen, mit der er zwei Kinder hat. Das Paar trennte sich zu Beginn der 2000er Jahre. Lange Zeit in Schottland wohnhaft kehrte er 2008 nach Schweden zurück, als seine Mutter erkrankte. Anschließend war er zeitweise in die Jugendarbeit bei Malmö FF eingebunden und betreute vereinzelt niederklassige Klubs in Schweden. Hauptberuflich ist er mittlerweile als Möbelpacker tätig.
Beim Auswärtsspiel bei Eintracht Frankfurt in der Bundesliga am 20. Februar 1988 hatte der Uerdinger Zeugwart lediglich die rot-blauen Trikots nach Frankfurt mitgenommen, bei denen Schiedsrichter Wolf-Günter Wiesel jedoch die zu starke optische Ähnlichkeit zu den Frankfurter Trikots monierte. Anschließend bestritt der Klub das Ligaspiel in den schnell aus der nahegelegenen DFB-Zentrale organisierten Jerseys der deutschen Nationalmannschaft – damit sind Prytz und der isländische Mannschaftskamerad Atli Eðvaldsson wohl die einzigen Ausländer, die ein Pflichtspiel im deutschen Nationaltrikot bestritten haben.